# Обсерваторія Каміока
Обсерваторія Каміока (яп. 神岡宇宙素粒子研究施設, Каміока учю сорюші кенкю шісецу), або Каміокська обсерваторія інституту досліджень космічних променів Токійського університету — це нейтринна фізична лабораторія, що знаходиться під землею в шахті Мозумі, яка належить каміокській гірничо-металургійній компанії поблизу Каміокської частини міста Хіда у префектурі Ґіфу в Японії. Багато новаторських нейтринних експериментів були проведені в обсерваторії протягом останніх двох десятиліть. Всі експерименти були дуже великі і зробили значний внесок у розвиток фізики елементарних частинок, зокрема, у вивчення нейтринної астрономії і осциляції нейтрино.

## Колишні експерименти

### Каміоканде

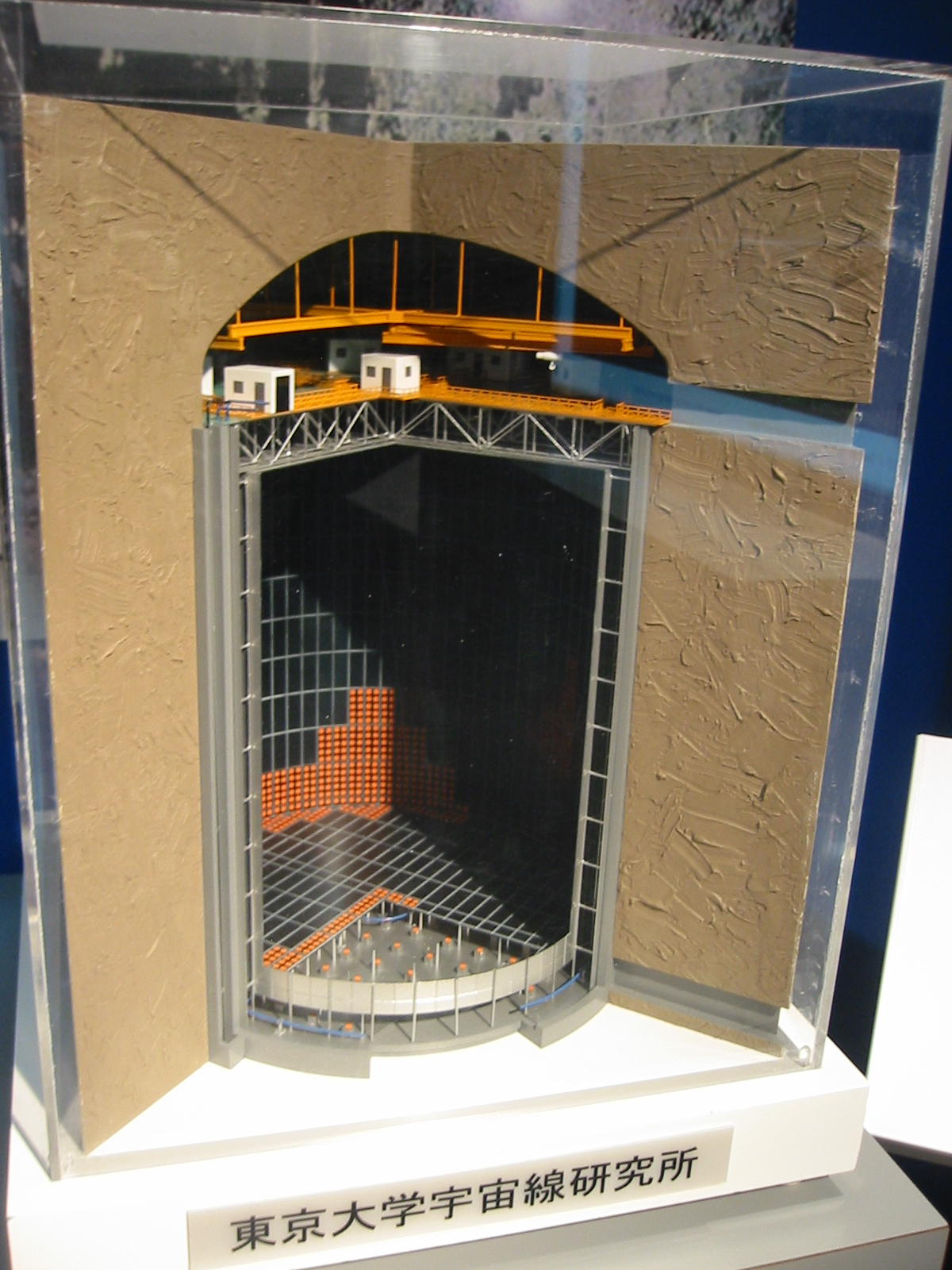
Модель Каміоканде

Перший з каміокських експериментів був названий Каміоканде на честь КАМІОКського Експерименту Ядерного Розпаду (англ. KAMIOKA Nucleon Decay Experiment). Це був великий водяний черенковський детектор розроблений для пошуку розпаду протона. Для спостереження розпаду частинки з таким великим часом життя, як протон, експеримент повинен працювати протягом тривалого часу і спостерігати величезну кількість протонів. Це може бути зроблено найбільш економічно ефективно, якщо ціль (джерела протонів) і сам детектор виготовлені з того ж матеріалу. Вода є ідеальним кандидатом, тому що вона недорога, її легко очистити, вона стабільна, і може виявити релятивістські заряджені частинки через їхнє черенковське випромінювання. Детектор розпаду протона повинен бути закопаний глибоко під землею або в горі, тому що фонове випромінювання космічних променів мюонів в такому великому детекторі, розташованої на поверхні Землі буде занадто велике. Частота виявлення мюонів в експерименті Каміоканде була близько 0,4 подій в секунду, це приблизно на п'ять порядків менша величина, ніж та, яка була б, якби детектор був розташований на поверхні.
Чітка картина створена черенковським випромінюванням дозволяє провести ідентифікацію частинок, є важливим інструментом як розуміння потенційного сигналу розпаду протона і для відхилення фону. Ідентифікація можлива, оскільки різкість краю кільця залежить від частинки, що викликала випромінювання. Електрони (і, отже, також гамма-промені) виробляють нечіткі кільця через багаторазове розсіювання через малу масу електронів. Мінімум іонізуючих мюонів, на відміну від цього виробляють дуже гострі кільця, оскільки їхні більш важкі маси дозволяють їм поширюватися безпосередньо.
Будівництво Каміокської підземної обсерваторії (попередника нинішньої обсерваторії Каміока інституту досліджень космічних променів Токійського університету) почалося в 1982 році і було завершено в квітні 1983 року. Детектор був циліндричною цистерною, що містила 3000 тонн чистої води і мав близько 1000 ФЕП-трубок діаметром 50 см, прикріплених до внутрішньої поверхні. Розмір зовнішнього детектор був 16,0 м заввишки і 15,6 м в діаметрі. Детектору не вдалося спостерегти розпад протона, але вдалося встановити найкращу межу в світі на період піврозпаду протона на той час.

### Каміоканде-II
Експеримент Каміоканде-II став важливим кроком вперед в порівнянні з Каміоканде, і під час його проведення було здійснено дуже багато важливих спостережень.

#### Сонячні нейтрино
У 1930-ті роки, Гансом Бете і Карлом фон Вайцзеккером була висунута гіпотеза про те, що джерелом сонячної енергії є реакції ядерного синтезу в ядрі. Хоча ця гіпотеза отримала широке визнання протягом десятиліть, не було ніякого способу спостереження сонячного ядра і безпосередньої перевірки гіпотези. Експеримент Рея Дейвіса був першим з виявлення сонячних нейтрино, переконливих доказів того, що ядерна теорія сонця була правильною. Протягом десятиліть Девіс послідовно спостерігав у своєму експерименті лише близько 1/3 числа нейтрино, які передбачаються стандартною сонячною моделлю з його колегою і другом Джоном Бакалом. Через велику технічну складність експерименту і його залежність від радіохімічних методів, а не від прямого виявлення в реальному часі багато фізиків з підозрою ставилися до його результату.
Стало зрозумілим, що великий водяний черенковський детектор може бути ідеальним нейтринним детектором з кількох причин. По-перше, величезний можливий обсяг водяного черенковського детектора може подолати проблему дуже малого ефективного поперечного перерізу сонячних нейтрино з енергіями в діапазоні 5-15 МеВ. По-друге, водяні черенковські детектори дозволяють виявляти події в режимі реального часу. Це означало, що кандидати подій окремих нейтрино-електронних взаємодій можуть бути вивчені послідовно подія за подією, що різко відрізняється від способу спостереження місяця до місяця, необхідного в радіохімічних експериментах. По-третє, в взаємодії нейтрино-електронного розсіювання електрон відскакує в приблизному напрямку, в якому рухалося нейтрино (за аналогією з рухом кулі у грі пул), так що електрони «вказують назад» на сонце. По-четверте, нейтрино-електронне розсіювання є пружний процес, тому енергія узагальненої функції розподілу нейтрино може бути вивчена, дозволяючи продовжувати тестування сонячної моделі. По-п'яте, характеристичне «кільце», створене черенковським випромінюванням, дозволяє відділити сигнал від фону. Нарешті, оскільки вода у черенковському експерименті буде виконувати іншу мету, процес взаємодії, технологія детектора, і розташування були б дуже хорошою доповняльною перевіркою результатів Девіса.
Було ясно, що Каміоканде може бути використана для виконання фантастичного і незвичного експерименту, але в першу чергу необхідно подолати серйозну проблему. Присутність радіоактивного фонового випромінювання в Каміоканде означало, що детектор мав поріг енергії у діапазоні десятків МеВ. Сигнали, отримані в результаті протонного розпаду і взаємодій атмосферних нейтрино мають значно більші енергії за це значення, тому первісний детектор Каміоканде не потребував, щоб бути особливо агресивним щодо значення його порогової енергії або роздільної здатності сенсора. До розв'язання цієї проблеми підійшли двома способами. Учасники експерименту Каміоканде спроектували і побудували нові системи очищення для води, щоб зменшити фон радону, і замість того, щоб постійно наповнювати детектор «свіжою» шахтною водою, вони тримали воду в баці, дозволяючи радону повністю розпастися. Група з Університету штату Пенсильванія приєдналася до співпраці і доставила нову електроніку зі значно кращими можливостями синхронізації. Додаткова інформація, представлена електронікою, додатково покращила здатність розрізняти нейтринний сигнал від радіоактивного фону. Ще одним вдосконаленням було розширення порожнини, а також установка інструментованого «зовнішнього детектора». Додаткова вода забезпечувала захист від гамма-променів від оточуючих гірських порід, а зовнішній детектор наклав вето на мюони космічних променів.
Після завершення оновлень експеримент був перейменований в Каміоканде-II, і почав приймати дані в 1985 році. Експеримент провів декілька років у боротьбі з проблемою радону, і почав приймати «дані продакшина» в 1987 році. Після 450 днів накопичення даних експеримент був в змозі побачити чітке підвищення числа подій, які вказували в протилежному напрямку від сонця над тими, що мали випадковий напрямок. Спрямована інформація була підписом паруючого пістолету для сонячних нейтрино, демонструючи безпосередньо в перший раз, що сонце є джерелом нейтрино. Експеримент продовжував приймати дані протягом багатьох років і зрештою встановив, що потік сонячних нейтрино становить близько половини від того, що передбачено сонячними моделями. Це суперечило і сонячній моделі і експерименту Девіса, який тривав у той же час і продовжував спостерігати лише 1/3 передбаченого сигналу. Ця суперечність між потоком передбаченим сонячною теорією і радіохімічним і водним черенковським детекторами стала відома як проблема сонячних нейтрино.

#### Атмосферні нейтрино
Потік атмосферних нейтрино значно менший, ніж сонячних нейтрино, однак оскільки перехресні реакції зростають з енергією, вони можуть бути виявлені в детекторі розміру Каміоканде-II. Експеримент використовував «співвідношення коефіцієнтів» для порівняння співвідношення електронних до мюонних ароматів нейтрино із співвідношенням, передбаченим теорією (цей метод використовується, оскільки багато систематичних помилок компенсують одна одну). Це співвідношення показало дефіцит мюонних нейтрино, але детектор не був достатньо великим, щоб отримати статистичні дані, необхідні для заяви про відкриття. Цей результат став відомий як дефіцит атмосферних нейтрино.

#### Наднова 1987A
Трапилося так, що експеримент Каміоканде-II був запущений в особливо непередбачений час, коли відбувся вибух наднової в той час, коли детектор приймав дані в режимі реального часу. Із здійсненими модернізаціями детектор був досить чутливим, щоб зафіксувати теплові нейтрино, отримані від вибуху SN 1987A, який трапився приблизно на відстані 160 000 світлових років у Великій Магелановій Хмарі. Нейтрино прибули до Землі в лютому 1987 року, а детектор Каміоканде-II спостерігав 11 подій.

#### Розпад нуклонів
Каміоканде-II продовжив пошук Каміоканде розпаду протона і знову це явище не вийшло зафіксувати. Експеримент ще раз встановив нижчу межу на період напіврозпаду протона.

#### Нобелівська премія
Для свої роботи, які скеровували Каміокські експерименти, і, зокрема, за перше в історії виявлення астрофізичних нейтрино Масатосі Косіба був удостоєний Нобелівської премії з фізики в 2002 році разом з Раймондом Дейвісом і Ріккардо Джакконі.

### K2K
Експеримент K2K, спостереження за осциляціями відправленого пучка мюонних нейтрино від дослідницької організації високоенергетичних прискорювачів KEK до Каміоки, використовував прискорювач нейтрино для перевірки осциляцій, які спостерігаються в сигналі атмосферних нейтрино з добре контрольованим і зрозумілим пучком. Пучок нейтрино прямував з прискорювача KEK в Супер Каміоканде. Експериментом знайдені параметри осциляцій, які узгоджуються з тими, що були раніше виміряні Super-K.

## Поточні експерименти

### Super Kamiokande
До 1990-х років фізики елементарних частинок починали підозрювати, що проблема сонячних нейтрино і дефіцит атмосферних нейтрино повинна бути якось пов'язана з нейтринними осциляціями. Детектор Супер Каміоканде був розроблений для перевірки гіпотези для осциляцій обох сонячних і атмосферних нейтрино. Детектор Супер-Каміоканде масивний навіть за мірками фізики елементарних частинок. Він складається з 50000 тонн чистої води, оточених близько 11200 трубками фотоелектронних помножувачів. Детектор був знову виконаний у вигляді циліндричної конструкції, цього разу 41,4 м у висоту і 39,3 м в діаметрі. Детектор був оточений значно складнішим зовнішнім детектором, який може виступати не тільки як поглинач космічних мюонів, але насправді допомогти в їхній реконструкції.
Супер-Каміоканде почав набір даних, в 1996 році і зробив кілька важливих вимірювань. До них належать вимірювання точності потоку сонячних нейтрино за допомогою взаємодії пружного розсіювання, перший дуже переконливий доказ для атмосферних нейтринних осциляцій, і значно більш жорсткі обмеження на розпад протона.

#### Супер Каміоканде-II
З 12 листопада 2001 кілька тисяч трубок фотопомножувачів в детекторі Супер-Каміоканде лопнули, мабуть, в ході ланцюгової реакції, оскільки ударна хвиля від струсу кожної труби спричинила тріск своїх сусідів. Детектор був частково відновлений перерозподілом трубок фотопомножувачів, які не лопнули, а також шляхом додавання захисних акрилових облонок, які він за задумом повинні запобігти повторенню іншої ланцюгової реакції. Дані, отримані після того, як сталося пошкодження трубок, називається даними Супер-Каміоканде II.

#### Супер Каміоканде-III
У липні 2005 року почалася підготовка до відновлення детектора до своєї первісної форми шляхом повторної установки близько 6000 нових ФЕП-трубок. Вона була закінчена в червні 2006 року. Дані, взяті з нещодавно відновленої машини будуть називатися набором даних Супер Каміоканде-III.

### KamLAND[en]
Експеримент КамЛАНД — рідко сцинтиляторний детектор, призначений для виявлення реактора антинейтрино. КамЛАНД є доповнювальним експериментом до Садберської нейтринної обсерваторії, тому що в той час як експеримент СНО має хорошу чутливість до сонячного кута змішування, але погану чутливість до квадрату різниці мас, КамЛАНД має дуже хорошу чутливість до квадрату різниці мас з поганою чутливістю до кута змішування. Дані, отримані в обох експериментах, можуть бути об'єднані до тих пір, як СРТ є допустимою симетрією нашого всесвіту. Експеримент КамЛАНД розташований в оригінальній порожнині Каміоканде.

### T2K[en]
Від Токаю До Каміоки довготривалий основний експеримент почався в 2009 році. Він вимірює точність параметрів осциляцій атмосферних нейтрино і допомагає встановити значення θ13. Він використовує пучок нейтрино, спрямований на детектор Супер Каміоканде з протонного синхротрона японського науково-виробничого комплексу протонних прискорювачів потужністю 50 ГеВ (на даний час 30 ГеВ) так, що нейтрино проходять в цілому відстань 2955 км.
У 2013 році в ході експерименту T2K було вперше спостережено нейтринні осциляції перетворення мюонного нейтрино в електронне нейтрино. У 2014 році співробітництво надало перші обмеження на величину фази порушення парності заряду, разом з найбільш точним вимірюванням кута змішування θ23.

## Подальші експерименти

### KAGRA
Проєкт КАміокського ГРАвітаційно-хвильового детектора (раніше ВКГТ, великомасштабний кріогенний гравітаційнохвильовий телескоп) затверджено 2010 році. Має два набори трикілометрових лазерних інтерферометрів, і заплановану чутливість для виявлення злиття подвійних нейтронних зірок на відстані в сотні мегапарсеків. Будівництво тунелів завершено в березні 2014 року.
Детектор розпочав свою роботу 20 лютого 2020 року.

### Hyper-Kamiokande
Запропоновано побудувати детектор в десять разів більше, ніж Супер Каміоканде, і цей проект відомий під назвою Гіпер-Каміоканде. Станом на грудень 2010 року, будівництво Гіпер-Каміоканде, згідно з прогнозами, почнеться приблизно у 2014 році. Станом на січень 2015 року, передбачається почати будівництво в 2018 році і почати спостереження в 2025 році.